# Saturday Night! – The Album
Albums de Schoolly D
Schoolly D
(1985) The Adventures of Schoolly D
(1987)
Saturday Night! – The Album est le deuxième album studio de Schoolly D, sorti en 1986.
L'album s'est classé 59e au Top R&B/Hip-Hop Albums

## Liste des titres
Toutes les chansons sont écrites et composées par Schoolly D.
| 1. | We Get Ill               | I Want You Back des Jackson 5 Change the Beat (Female Version) de Beside                                                                                   | 4:06 |
| 2. | Do It Do It              | Who's Afraid of the Big Bad Wolf de Mary Moder, Dorothy Compton, Pinto Colvig et Billy Bletcher You'll Like It Too de Funkadelic AJ Scratch de Kurtis Blow | 2:56 |
| 3. | Dedication to All B-Boys | Young Girls Are My Weakness des Commodores | 4:02 |
| 4. | We Get Paid              | | 2:58 |

| 1. | B-Boy Rhyme and Riddle | Different Strokes de Syl Johnson Kool Is Back de Funk, Inc. Change the Beat (Female Version) de Beside       | 5:06 |
| 2. | Saturday Night         | Soul, Soul, Soul des Wild Magnolias Synthetic Substitution de Melvin Bliss Little Miss Muffet (traditionnel) | 5:26 |
| 3. | It's Crack             | Change the Beat (Female Version) de Beside                                                                   | 5:30 |

| 1.  | Housing the Joint                | Thank You (Falettinme Be Mice Elf Agin) de Sly & the Family Stone Apache de l'Incredible Bongo Band Lesson 2 (James Brown Mix) de Double Dee & Steinski | 5:13 |
| 2.  | We Get Ill                       | | 3:59 |
| 3.  | Do it Do it                      | | 2:26 |
| 4.  | Dedication to All B-Boys         | | 3:52 |
| 5.  | Get N' Paid                      | | 2:54 |
| 6.  | Dis Groove Is Bad                | Dusic de Brick Sing a Simple Song de Sly & the Family Stone I Want to Take You Higher de Sly & the Family Stone                                         | 4:20 |
| 7.  | Parkside 5-2                     | | 5:51 |
| 8.  | B-Boy Rhyme and Riddle           | | 5:01 |
| 9.  | Saturday Night                   | | 5:23 |
| 10. | It's Krack                       | | 5:50 |
| 11. | Saturday Night [Radio Version]   | | 3:38 |
| 12. | Saturday Night [Instrumental]    | | 5:14 |
| 13. | Housing the Joint [Radio Remix]  | | 4:15 |
| 14. | Housing the Joint [Extended Mix] | | 6:19 |
| 15. | Housing the Joint [Magoomba Mix] | | 5:15 |
| 16. | Parkside 5-2 [Radio Edit]        | | 4:07 |
| 17. | Parkside 5-2                     | Good to Me d'Otis Redding | 5:52 |